# Kónyaszék megállóhely
Kónyaszék megállóhely egy Csongrád-Csanád vármegyei vasúti megállóhely, Csongrád településen, a MÁV üzemeltetésében. Közúti elérését csak önkormányzati utak teszik lehetővé.

## Története
2023 áprilisában a megállóhelyet áthelyezték 1200 méterrel Csongrád irányába, a Brunnbauer Állatsimogató közelébe. Az új helyen április 2-ától állnak meg a vonatok.

## Vasútvonalak
A megállóhelyet az alábbi vasútvonalak érintik:
- Kiskunfélegyháza–Orosháza-vasútvonal

## Kapcsolódó állomások
A megállóhelyhez az alábbi állomások vannak a legközelebb:
- Kettőshalom megállóhely
- Csongrád alsó megállóhely

## Forgalom
| Járat        | Útvonal | Gyakoriság   |
| ------------ | --- | ------------ |
| személyvonat | Kiskunfélegyháza – Városi park – Csongrádi úti tanyák – Gátér – Kettőshalom – Kónyaszék – Csongrád alsó – Csongrád – Hékéd – Szentes | Napi 1-2 pár |
| személyvonat | Kiskunfélegyháza – Városi park – Csongrádi úti tanyák – Gátér – Kettőshalom – Kónyaszék – Csongrád alsó – Csongrád – Hékéd – Szentes – Szegvár – Kórógyszentgyörgy – Mindszent – Mártély – Hódmezővásárhelyi Népkert – Hódmezővásárhely | Napi 2-4 pár |